# Aricanduva
Aricanduva är en kommun i Brasilien.   Den ligger i delstaten Minas Gerais, i den sydöstra delen av landet, 600 km öster om huvudstaden Brasília. Antalet invånare är 4 770.
Omgivningarna runt Aricanduva är huvudsakligen savann. Runt Aricanduva är det glesbefolkat, med 17 invånare per kvadratkilometer.